# Chadha Hadj Mbarek
Chadha Hadj Mbarek est une journaliste tunisienne employée d'Instalingo. Poursuivie depuis octobre 2021, elle est condamnée à cinq ans de prison en février 2025. 

## Biographie
La journaliste Chadha Hadj Mbarek s'occupe de contenus d'art de vivre pour les réseaux sociaux de la société de médias Instalingo.

### Arrestation et condamnation
Elle est arrêtée par des agents de la police tunisienne (ar) habillés en civil au siège d'Instalingo et mise en garde à vue le 10 septembre 2021 dans le cadre de l'affaire Instalingo. Pour sa part, l'agence Anadolu mentionne dès 2021, qu'elle a été interpellée par la justice militaire tunisienne.
Le 17, elle est entendue par un juge du tribunal de première instance de Sousse qui ordonne sa libération le temps de l'enquête. En novembre 2021, un mandat de dépôt est déposé à son encontre après que le procureur de la République fait appel de la décision du juge. Le 16 juin 2023, le juge d'instruction décide de clore l'enquête et d'abandonner les poursuites. Le procureur ayant fait appel, la chambre d'accusation condamne le 20 juillet la journaliste à la prison pour « atteinte à la sûreté de l'État ». Elle est donc arrêtée chez elle, à Kélibia, le jour même. Le 5 février 2025, elle est condamnée à cinq ans de détention pour avoir tenté de « changer la forme de gouvernement ». Elle est incarcérée dans la prison de Messaadine. Le Syndicat national des journalistes tunisiens (en) exprime sa solidarité après la condamnation et affirme faire appel contre cette décision.
Chadha Hadj Mbarek souffre de troubles auditifs reconnus par l'État. Cependant, la prison n'a rien prévu à cet égard et sa situation s'aggrave pendant sa détention. Par ailleurs, alors qu'elle est en dépression depuis le début des poursuites et consommait des antidépresseurs, elle est interdite d'accès à de tels médicaments après le début de sa détention. Elle a par ailleurs subi par deux fois des violences de la part d'autres détenus.
Elle entame une grève de la faim le 14 mai 2025 pour « dénoncer la privation de son droit aux soins médicaux » et le Syndicat national des journalistes tunisiens alerte sur la détérioration de son état de santé,,.

### Réactions internationales
En octobre 2021, elle est citée dans un article de l'agence Anadolu pour expliquer la prise de parole de Ned Price (en), du département d'État américain, qui indique : « Nous sommes inquiets et déçus par les rapports en provenance de Tunisie faisant état de la comparution de journalistes devant les tribunaux militaires, ainsi que par la situation des droits de l'homme dans ce pays ».
Dans son rapport pour l'année 2023, l'ONG Reporters sans frontières mentionne l'emprisonnement de la journaliste Chadha Hadj Mbarek : « Depuis 2019 et l'arrivée au pouvoir de Kaïs Saïed en Tunisie, des dizaines de journalistes ont été arrêtés et emprisonnés pour avoir critiqué le président. 2 d'entre eux sont toujours détenus : Chadha Hadj Mbarek, du quotidien Le Maghreb, en prison depuis le 22 juillet 2023… ».